# ヴィンターバッハ (レムスタール)
ヴィンターバッハ (ドイツ語: Winterbach) はドイツ連邦共和国バーデン＝ヴュルテンベルク州レムス＝ムル郡に属す町村（以下、本項では便宜上「町」と記述する）である。この町はシュトゥットガルトの東約 23 km のレムスタールに位置している。この町は、シュトゥットガルト地方（1992年まではネッカー中流域）およびシュトゥットガルト大都市圏に属す。

## 地理

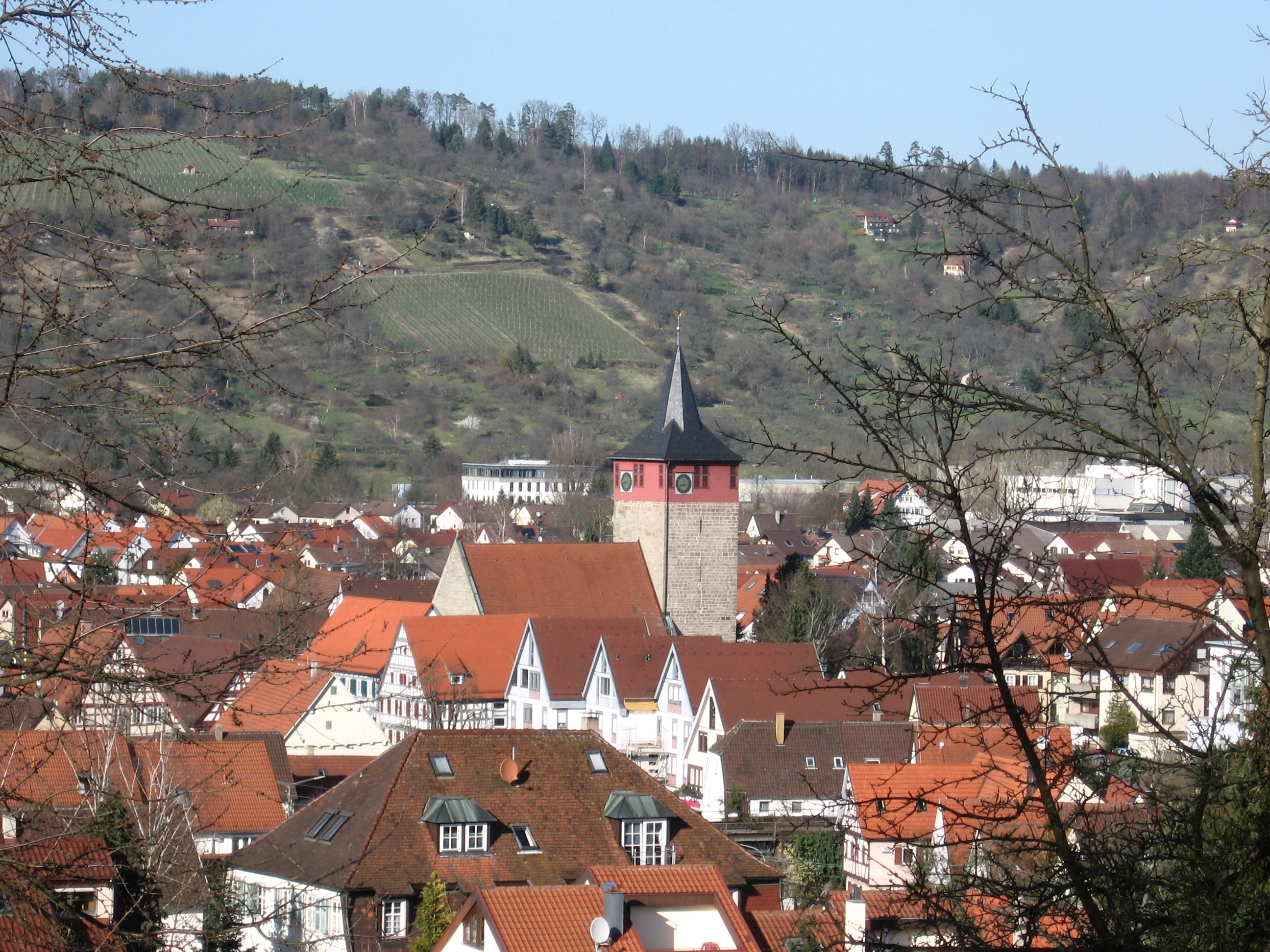
ヴィンターバッハの中心部

### 位置
ヴィンターバッハはレムスタールの連邦道 B29号線（シュトゥットガルト - アーレン）沿いの、シュトゥットガルトとショルンドルフとの間に位置している。主邑のヴィンターバッハ地区にはシュトゥットガルトSバーン S2号線（ショルンドルフ - シュトゥットガルト - シュトゥットガルト空港 - フィルダーシュタット）の停車駅がある。ヴィンターバッハはレムス鉄道の路線を介してシュトゥットガルトSバーン網に接続している。

### 自治体の構成
ヴィンターバッハは、ヴィンターバッハ、エンゲルベルク、マノルツヴァイラーの各地区からなる。2015年末時点の人口 7,602人のうち、7,196人が主邑のヴィンターバッハに住んでいる。エンゲルベルクとマノルツヴァイラーは主邑ヴィンターバッハの南のシュールヴァルトにあり、ヴィンターバッハ地区自体はレムス川の谷に位置している。ヴィンターバッハの北側の南向き斜面ではブドウが栽培されている。

### 土地利用
| 土地用途別面積 | 面積 (km2) | 占有率 |
| -------------- | ---------- | ------ |
| 住宅地         | 0.92       | 5.4 %  |
| 産業用地       | 0.41       | 2.4 %  |
| レジャー用地   | 0.23       | 1.3 %  |
| 交通用地       | 1.11       | 6.5 %  |
| 農業用地       | 5.06       | 29.5 % |
| 森林           | 8.69       | 50.7 % |
| 水域           | 0.16       | 1.0 %  |
| その他の用地   | 0.54       | 3.2 %  |
| 合計           | 17.12      |        |

出典: Statistisches Landesamt Baden-Württemberg

### 隣接する市町村
ヴィンターバッハは、北から東を経由して南東まではショルンドルフ（レムス＝ムル郡）、南はリヒテンヴァルトおよびバルトマンスヴァイラー（ともにエスリンゲン郡）、南西はヴァインシュタット、南西から西を通って北まではレムスハルデンと境を接している。
ヴィンターバッハは、強い経済力がありながら、田舎風のキャラクターを保っている。

## 歴史

### 中世
ヴィンターバッハは、ロルシュ文書中の、1046年のハインリヒ3世の確認書の中に初めて登場する。皇帝は1046年8月28日にロルシュのための文書をヴィンターバッハの宮廷で作成した。ハインリヒ3世は1048年12月にも改めてヴィンターバッハの王宮を訪れた。しかし、発掘はこれよりも遙かに古い時代を示唆している。ヴィンターバッハとヴァイブリンゲンの王領は、1080年のホーエンメルゼンの戦い前に、ハインリヒ4世の寄進により、シュパイアー聖堂参事会の所有となった。1238年にヴァインターバッハの教会区が初めて文献に記録されており、1293年からはこの地域でのワイン作りが確認される。
1309年に現在も存在するミヒャエルス教会が建設された。しかし、ヴィンターバッハの最初の文献記録以前からすでにレムスタール中流域の原始教会がこの集落に存在していたと推測される。1369年からヴィンターバッハ教区は、ショルンドルフの教会の支教区とされた。1442年のヴュルテンベルク伯領分割により、ヴィンターバッハはシュトゥットガルト家系の所領となった。
1490年に教会の改築が行われた。この頃に現存する受難のフレスコが創られた。

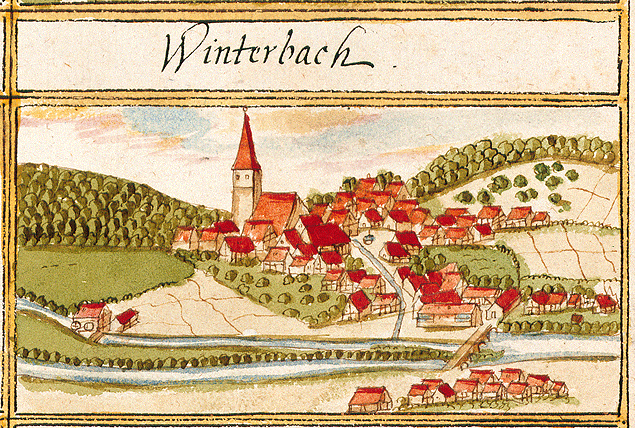
アンドレアス・キーザーの1685年の森林登録簿に描かれたヴィンターバッハ

### 近世
1514年の「貧しいコンラート」の反乱にヴィンターバッハ住民も参加した。ヴュルテンベルク公ウルリヒの帰還後、公領で宗教改革がなされた。三十年戦争では、往来する軍勢によってレムスタールは何度も蹂躙された。1644年、落雷によって教会塔が火災に遭い、翌年に再建された。1750年頃ヴィンターバッハはやや豊かになり、1751年から1758年にミヒャエルス教会の改築が行われた。
ヴィンタースバッハはアムト・ショルンドルフに属したが、1808年までは周辺の従属するヴュルテンベルクの村落の Stabsamt の本部所在地であった。

### 19世紀
1825年、旅館アドラーによって硫黄を含む源泉が開発され、ヴィンターバッハで温泉業が始まった。しかし、わずか25年後には源泉が枯渇し、温泉業は機能停止に陥った。その後温泉の建物には、精神的障害を負った子供のための施設が設けられた。
1861年、ヴァッサーアルフィンゲンまでレムス鉄道が開通したことでヴィンターバッハの交通の便が改善された。
旧温泉施設の敷地に1874年に、介護が必要な助成のための病人収容施設が設けられた。20世紀への変わり目頃に上水道が整備された。

### 20世紀
1906年、この町に電気が引かれた。1910年と1911年にブドウネアブラムシによる不作が起こり、ブドウ生産者の多くがブドウ栽培を諦めた。第二次世界大戦後ヴィンターバッハは農業を主体とした村から工業・サービス業の町に発展した。下水道は1958年に完成した。この町は1978年に州の「文化財保護と都市建設のコンテスト」で優勝した。シースヴィーゼン新興住宅地は2003年に完成した。2007年5月にシュテレンベルクII住宅地の開発が行われた。2011年1月13日から14日および2013年5月30日にこの町は洪水と戦った。2013年に町の中心部は完全に改修された。2015年にシルフヴェーク住宅地の開発工事が完成した。

## 行政

### 議会
ヴィンターバッハの町議会は、選挙で選ばれた名誉職の20人の議員（人数は調整議席により変動する）と議長を務める町長で構成されている。町長は町議会において投票権を有している。

### 首長
スヴェン・ミュラーは、2016年7月の選挙で、16年間町長を務めたアルブレヒト・ウルリヒから町長職を引き継いだ。

### 姉妹自治体
- グライスドルフ（ドイツ語版、英語版）（オーストリア、シュタイアーマルク州）1961年

### 紋章
図柄: 赤地に銀色（白）の波帯。その上に金色（黄色）の冠、その下に金色（黄色）の柄がついた銀色（白）の鉈。
金の冠は、ヴィンターベルクが1046年8月28日と1048年12月3日に皇帝ハインリヒ3世によって放出されるまでは古い帝国領であったことを示している。波帯は、この町の名前の後半部分（bach = 小川）を表す「地口」である。
ヴィンターベルクの鉈は、1831年にまで遡るヴィンターバッハの古い意匠であり、時代とともに鎌から現在の鉈に入れ替わった。

## 経済と社会資本

### 経済
ヴィンターバッハは、バーデン＝ヴュルテンベルク州内の裕福な町の1つである。2017年現在、この町に務める社会保険支払い義務のある労働者は 3,997人、この町に住む社会保険支払い義務のある労働者は 3,060人である。この町最大の雇用主は、通販も行うファッション企業ペーター・ハーン GmbH である。

### 公共機関
労働者福祉会は、1988年から町の中心部に社会福祉施設を運営している。

## 文化と見所
ヴィンターバッハは、多くの見所を持つヴュルテンベルク・ワイン街道沿いに位置している。

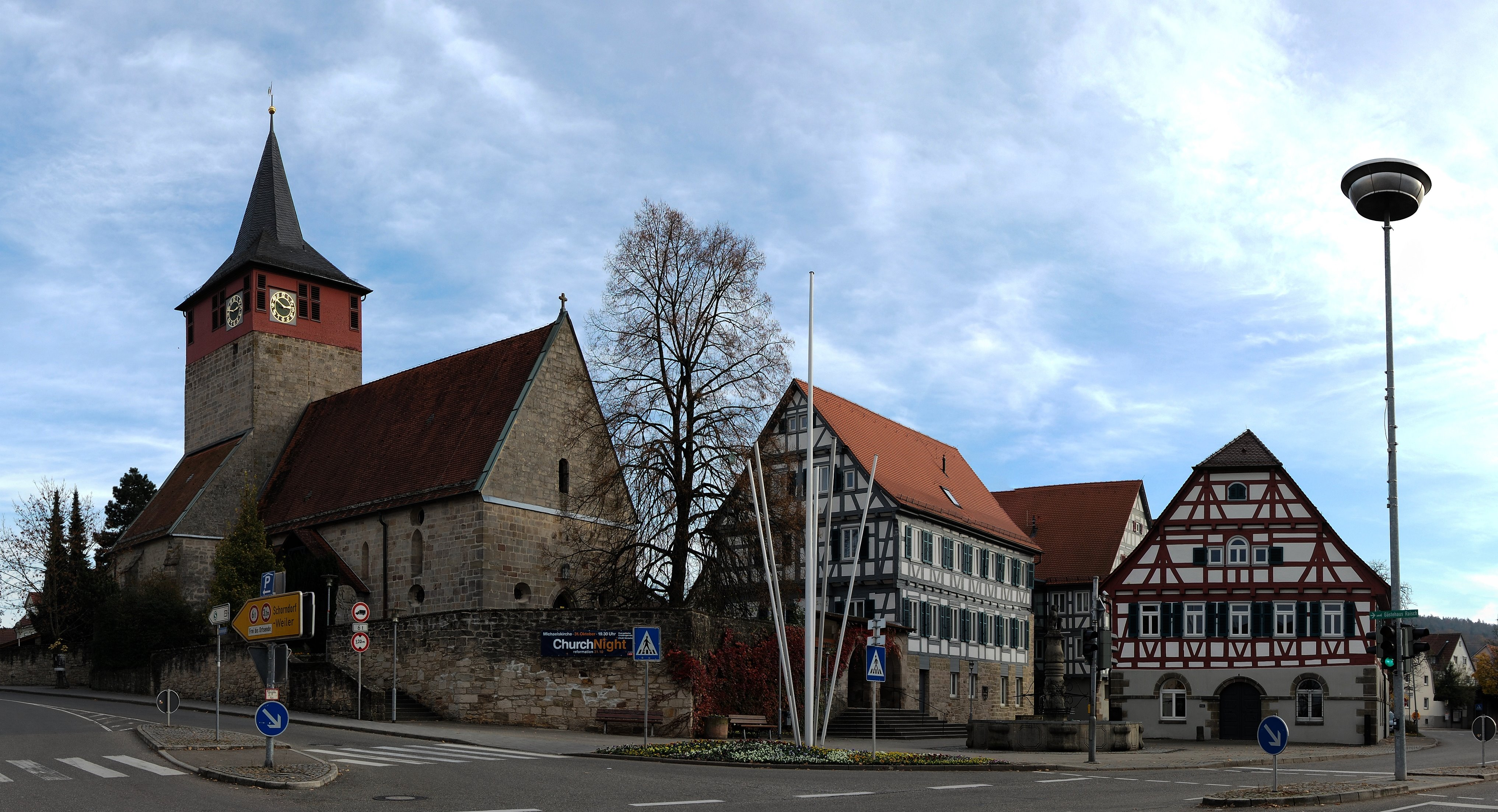
聖ミヒャエルス教会と町役場

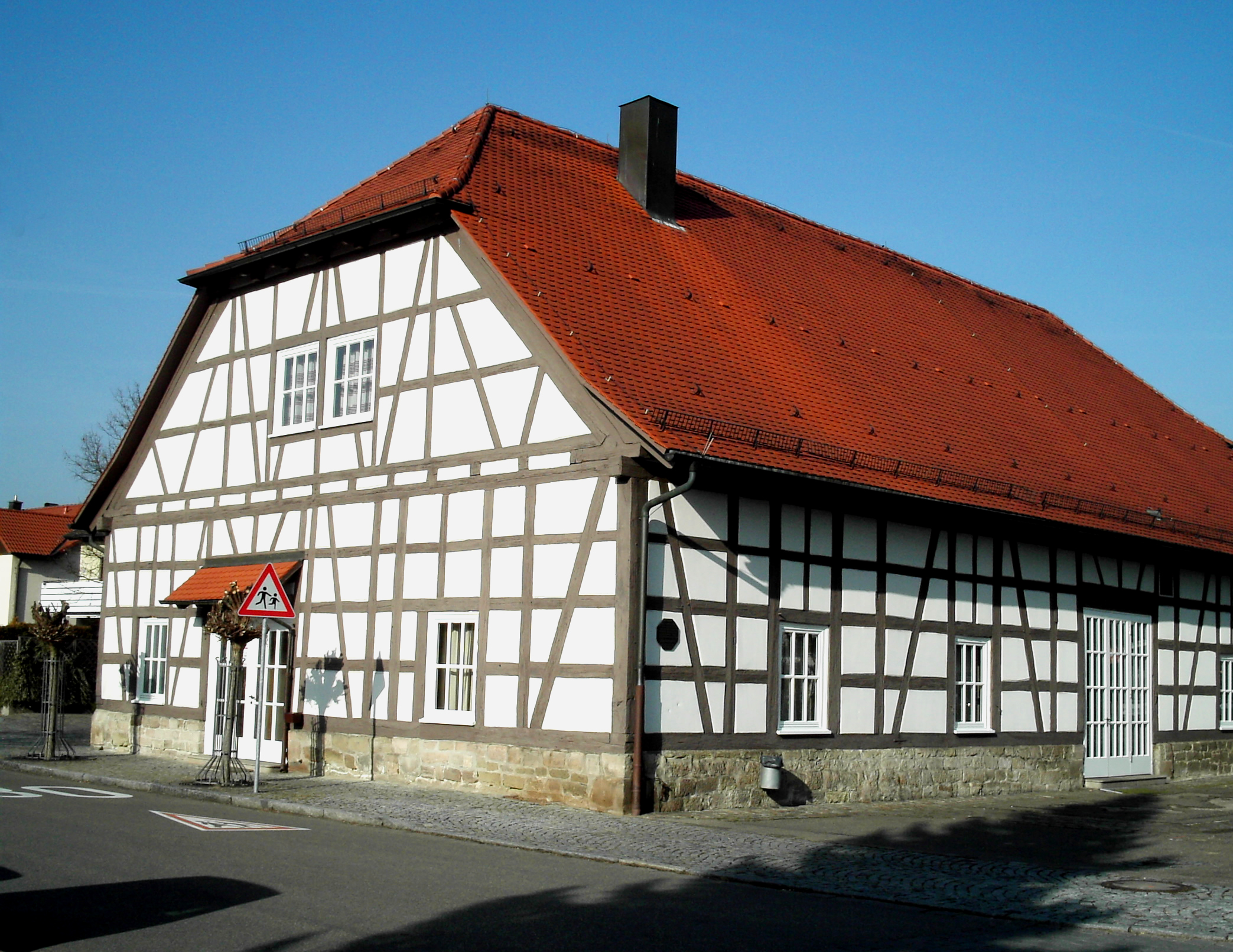
ビュルガーハウス・ケルター

### 建築
- ミヒャエルス教会
- 3つの（旧）町役場
- ビュルガーハウス・ケルター（ブドウ絞り所）

### 博物館
- ユリー＝パルマーの部屋を持つ村落・郷土博物館[13]

### 年中行事
毎年6月末の土曜日から月曜日にヴィンターバッハのブルネンフェスト（泉祭）が開催される。また、第1アドヴェントの日曜日にヴィンターバッハのクリスマスマーケットが開かれる。
奇数年の7月に文化イニシアティブ・ロックは、ヴィンターバッハ・ツェルトスペクターケル（時代祭）を開催している。

## 人物

### ゆかりの人物
- ジオバネ・エウベル・ジ・ソウザ（1972年 - ）サッカー選手。1990年代 VfBシュトゥットガルトに所属していた時代にヴィンターバッハに住んでいた。ヴィンターバッハにジオバネ・エウベル財団を設立した。
- ダヴィー・ゼルケ（1995年 - ）サッカー選手。ヴィンターバッハで育った。